# チャイルドマインダー
チャイルドマインダー (Childminder) とは、イギリス発祥の家庭的保育の専門職。

## イギリス
発祥は産業革命以降、女性が就労のために、子どもを他人の家に預ける習慣となったコミュニティーサービスが原型となっている。
1977年、全英チャイルドマインダー協会（National ChildMinding Association, 通称NCMA）が設立。人材の資質の向上と社会的評価を得るためのイメージ向上、チャイルドマインダーの専門性を社会に啓蒙する活動を主な目的としている。
1980年代、イギリス保健省の出版助成を請けてNCMAは、チャイルドマインダーのためのトレーニングマニュアル『The Key to Quality(質を高めるための鍵）』を開発。これにより、チャイルドマインダーの専門研修が行われた。
1985年にチャイルドマインディングに関する法律が制定され、1989年に児童法が成立（1948年「保育所及びチャイルドマインダー条例」）により、『自宅で8歳以下の他人の子どもを1日2時間以上預かる者は、地方自治体に登録しなければならない』という登録義務が強化された。それとともに、子どもを保育する「適正な人物」の基準が設けられた。また、チャイルドマインダーが保育する子どもの人数基準も設定されている。
児童法により基準が明確に定められたチャイルドマインダーは、地方自治体に登録することで専門性を持った職業人として認められる。登録前の研修、登録後のNational Vocational Qualifications（国家職業基準資格：通称NVQs)取得のための研修は、チャイルドマインダーの資質の向上に重要とされている。
2012年現在、7万5千人がチャイルドマインダーとして従事している。

## 日本
日本では、1994年にNCMA,japanがイギリスNCMAとの契約によりチャイルドマインダー専門研修を始め、1995年には養成学校を設立、検定試験の実施を開始した。
1999年には、特定非営利活動法人日本チャイルドマインダー協会が発足し、現在日本各地の自治体へ家庭的保育の専門職であるチャイルドマインダーの有益性を提言している。保育施設が不足している地域や、低年齢児への家庭的保育のメリット、安全管理や登録・専門研修・審査に関する専門的な情報提供活動を行っている。
日本チャイルドマインダー協会がチャイルドマインダーの養成校として認めているのは、宇都宮ビジネス専門学校とNCMA,japanを国内で認めている。

## 保育形態
主に個人事業主として自宅で保育を行うのが一般的であるが、利用者の家庭に訪問し保育を行うなどさまざまな形態がある。
保育できる人数に関しては、チャイルドマインダー1人に対し、0歳児では2人、1歳児では3人、2～4歳児では4人までと定められている。